# Annona poeppigii
Annona poeppigii là loài thực vật có hoa thuộc họ Na. Loài này được (Mart.) Maas & Westra mô tả khoa học đầu tiên năm 1992.